# Ulotrichopus reducta
Ulotrichopus reducta là một loài bướm đêm trong họ Erebidae.